# صحراء المماليك
صحراء المماليك أو قرافة المماليك أو مقابر المماليك أو مقابر الخلفاء أو صحراء قايتباي أو القرافة الشرقية كانت المنطقة الممتدة من قلعة الجبل إلى العباسية حتى أوائل القرن «الثامن الهجري» وكانت عبارة عن ميدان فسيح أعد للعب الكرة وعرف بميدان القبق وميدان العيد. وفي النصف الأول من القرن الثامن الهجري بدأ ملوك مصر وأمراؤها في إنشاء المساجد والخوانق بهذه المنطقة وألحقوا بها مدافن لهم.

## معرض صور

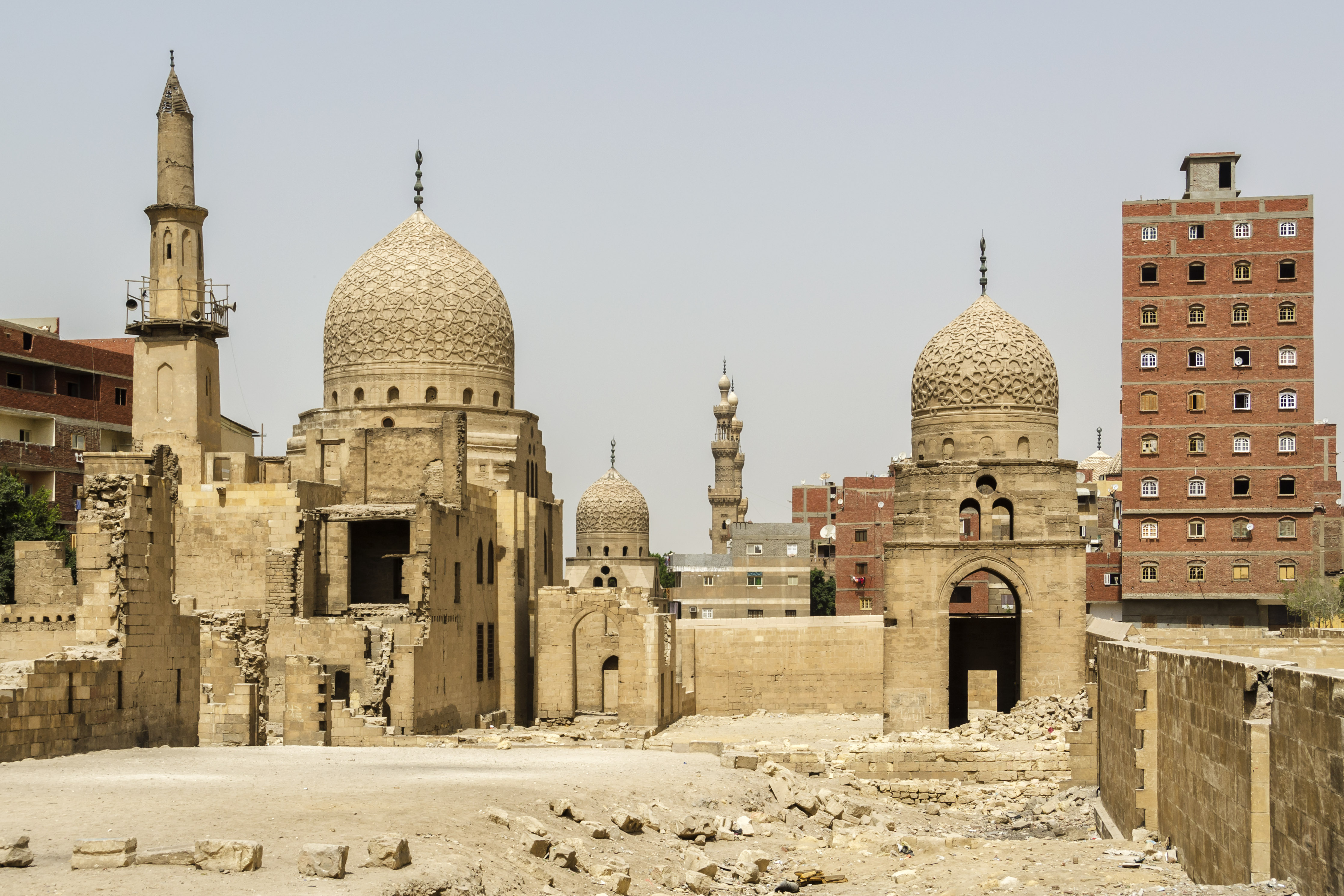
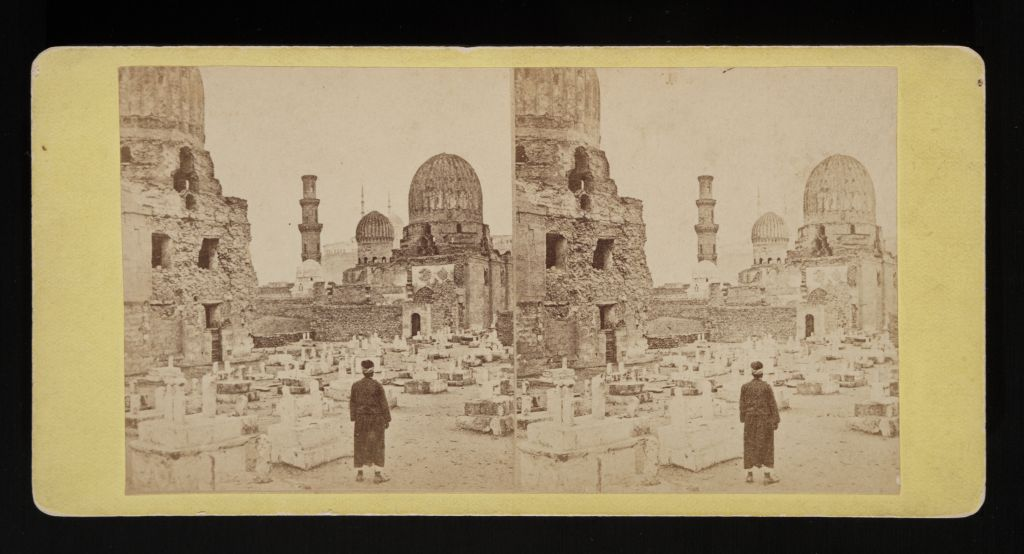
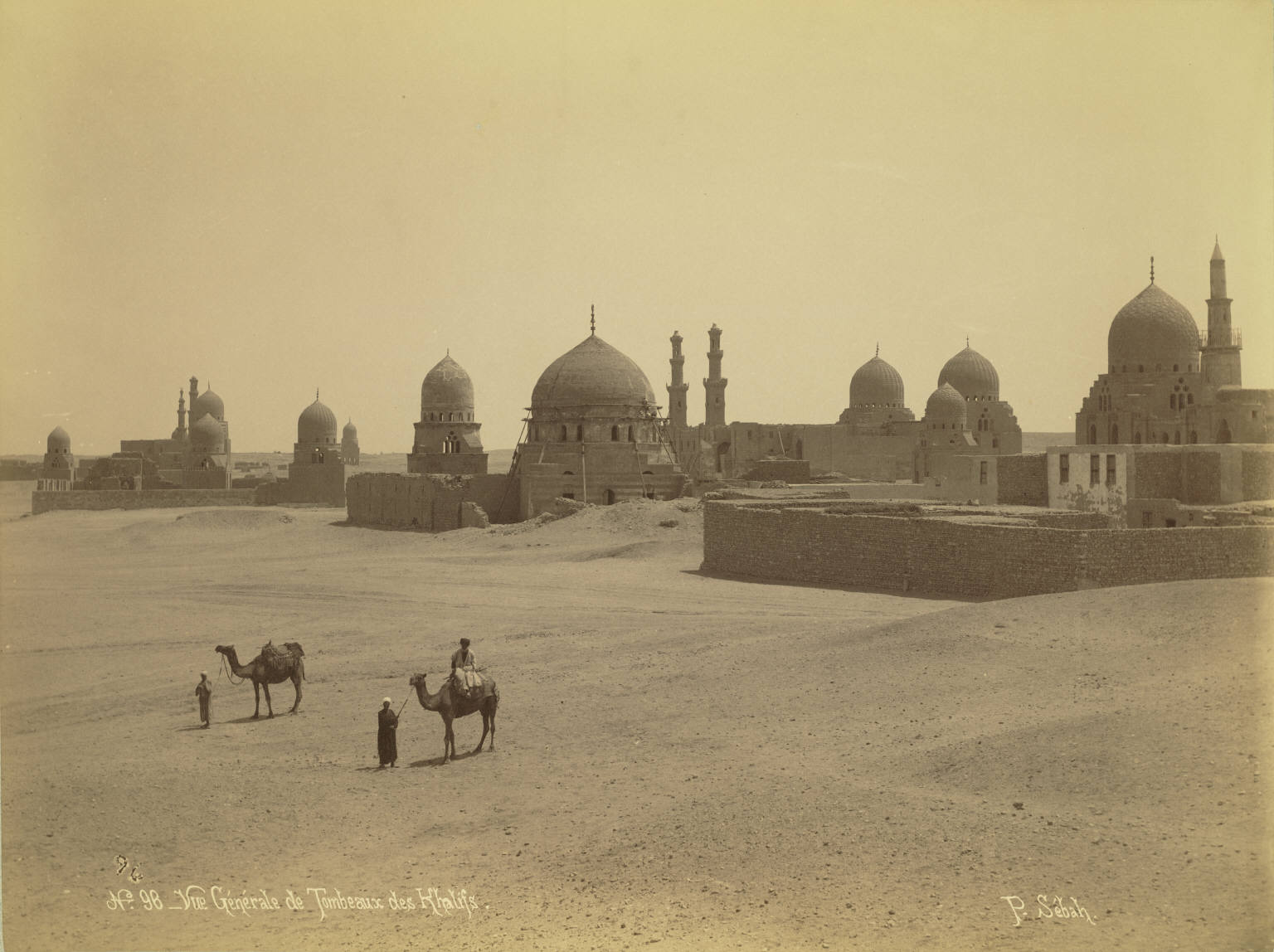
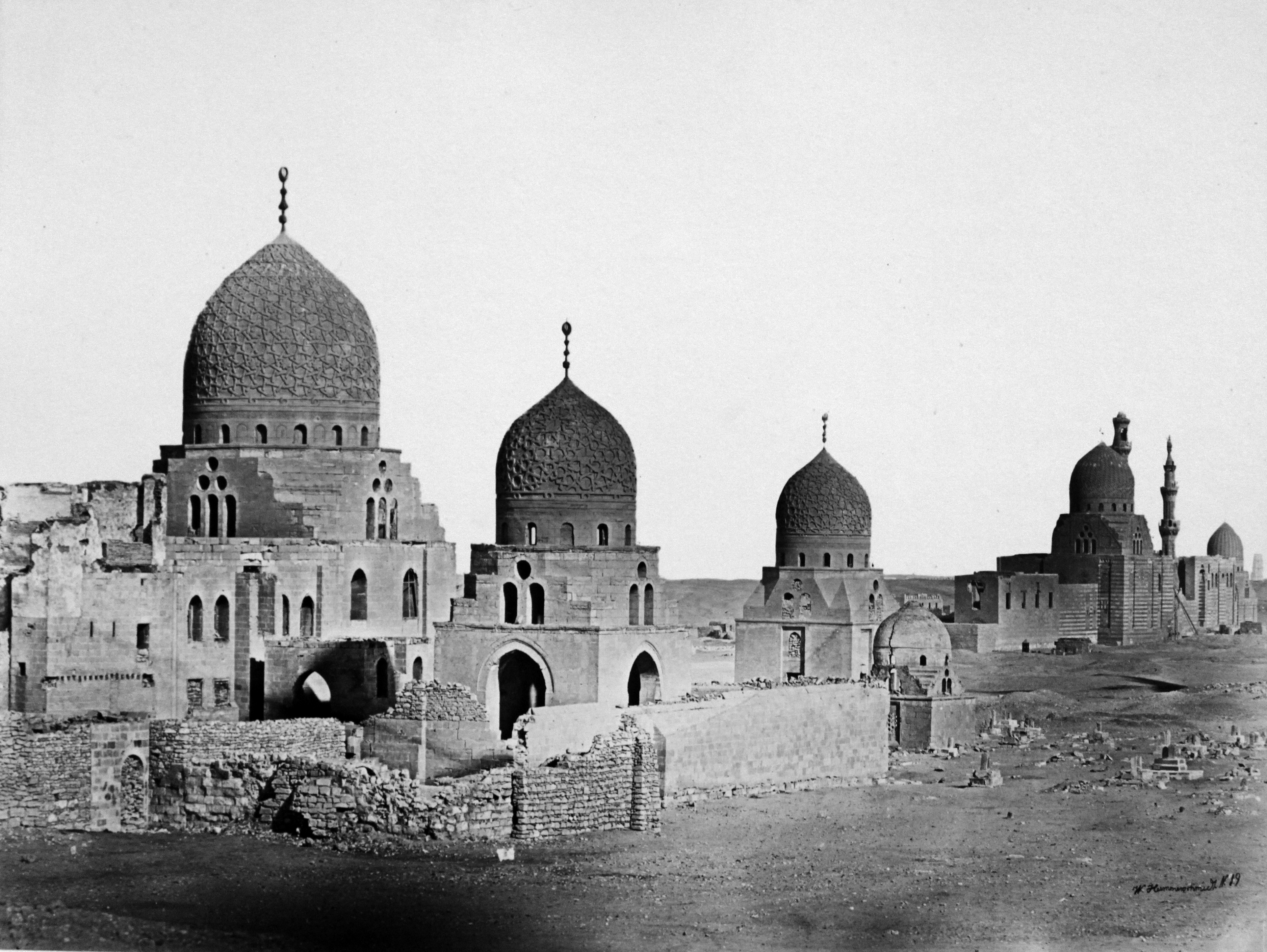
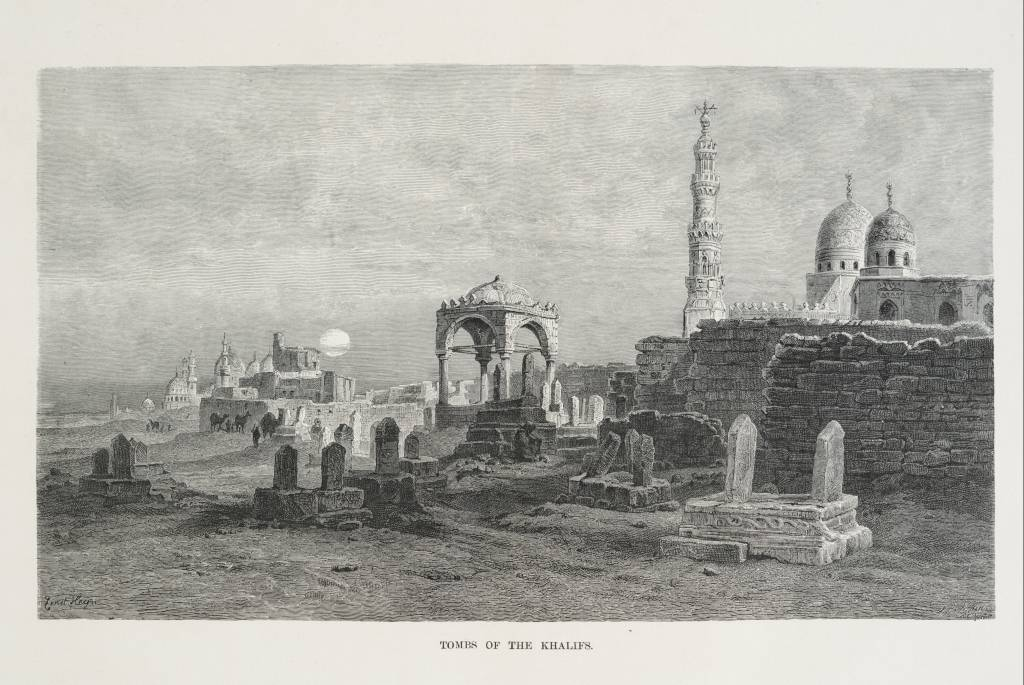
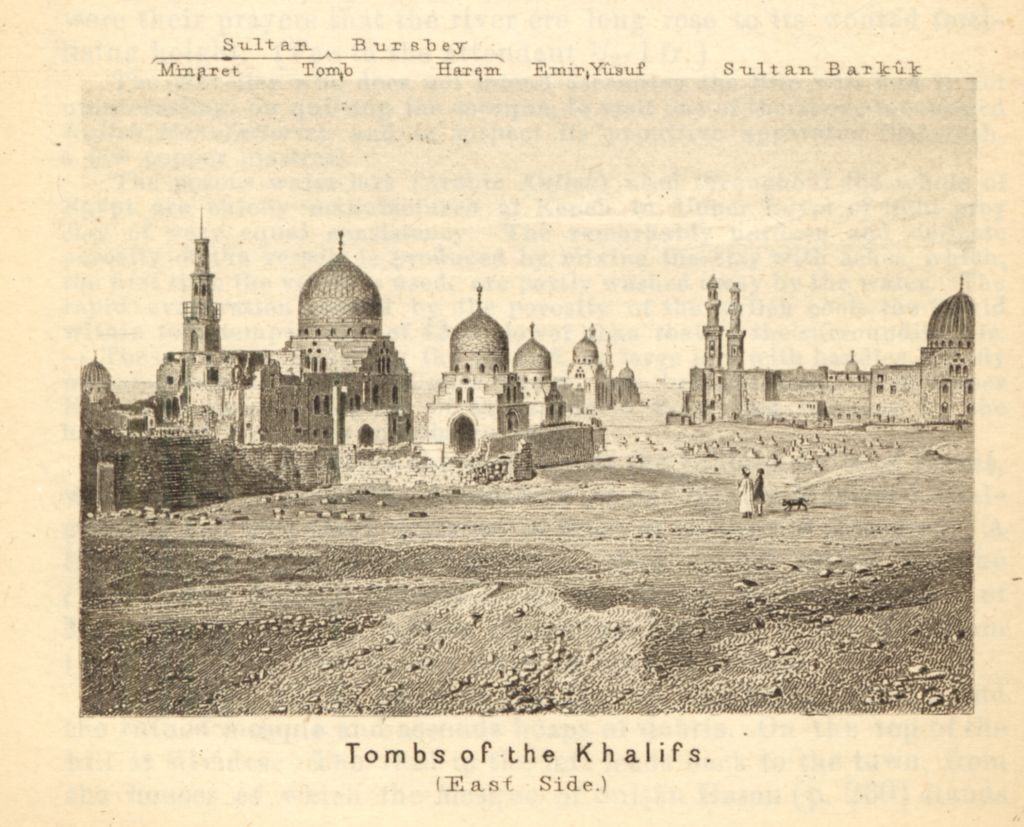
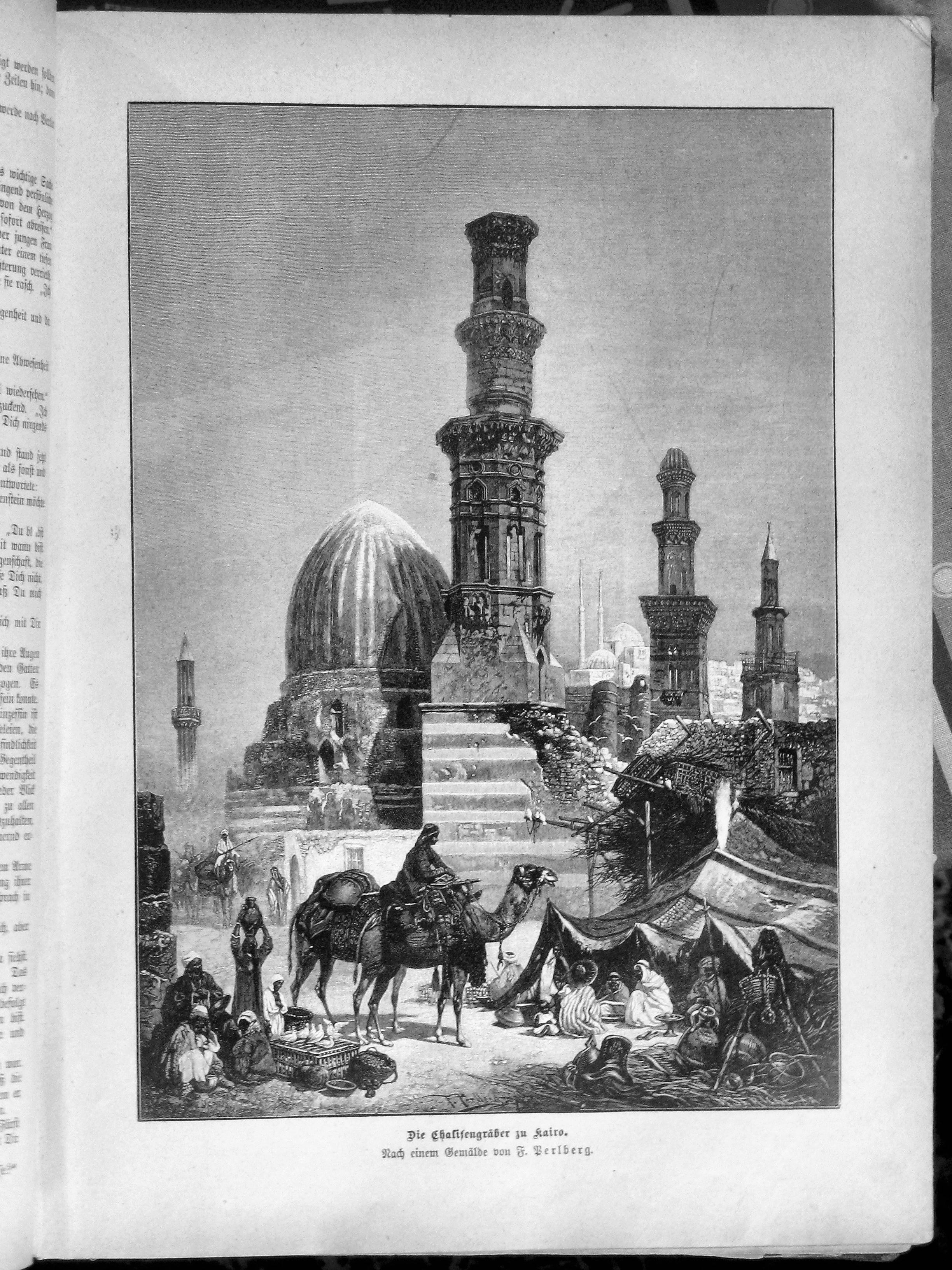
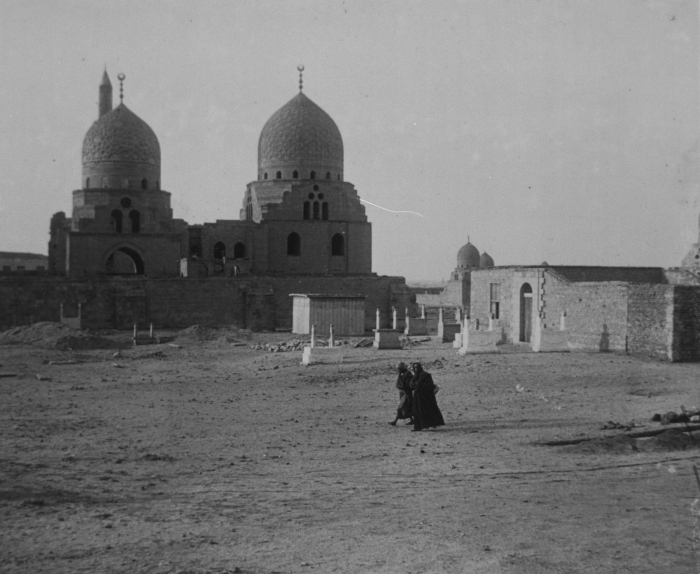
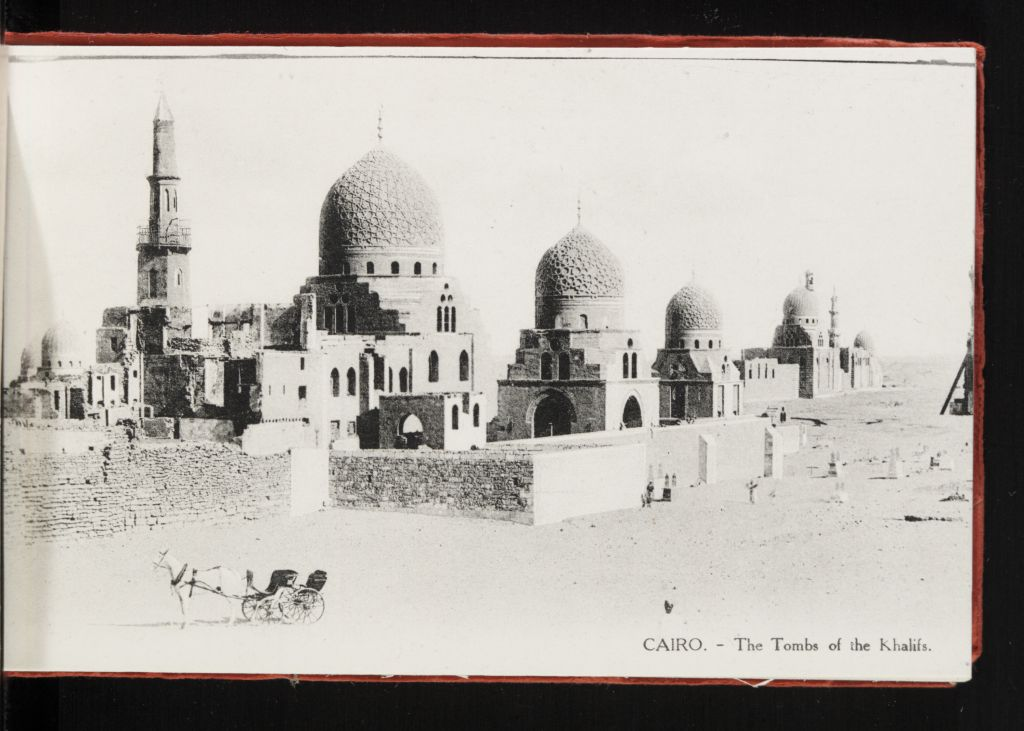
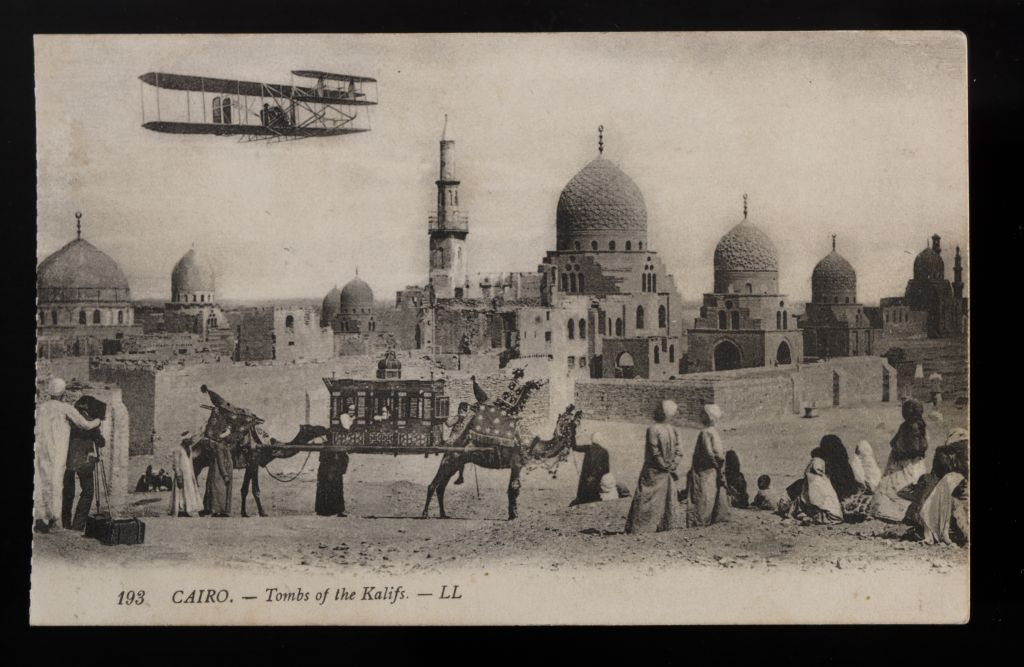
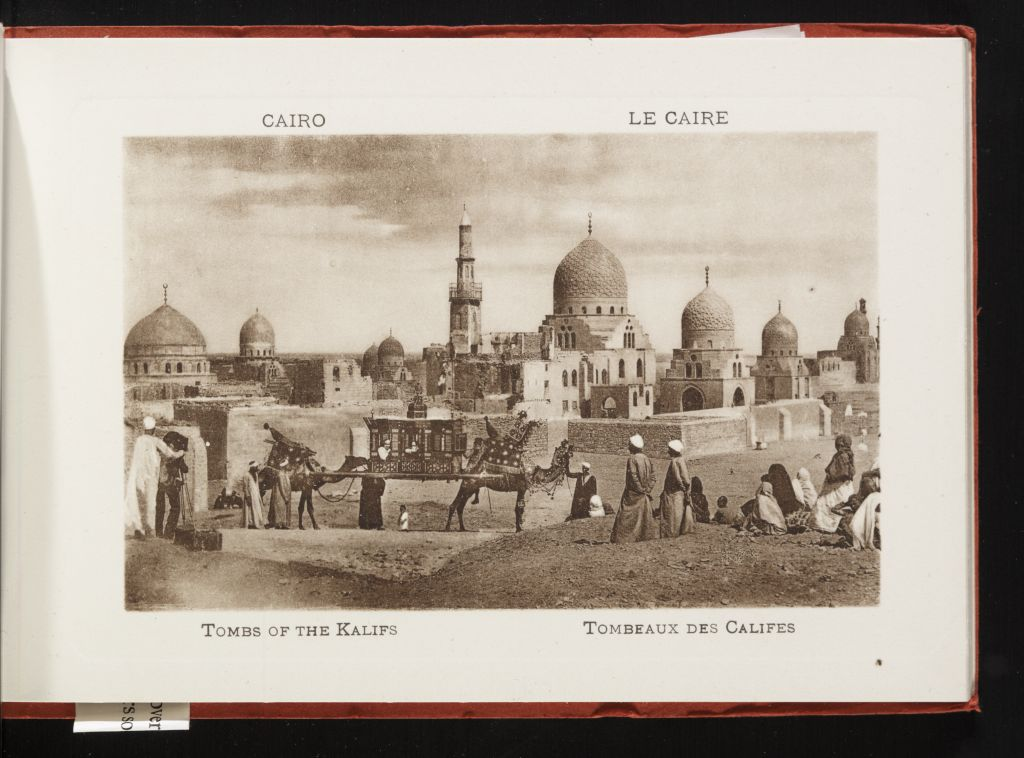
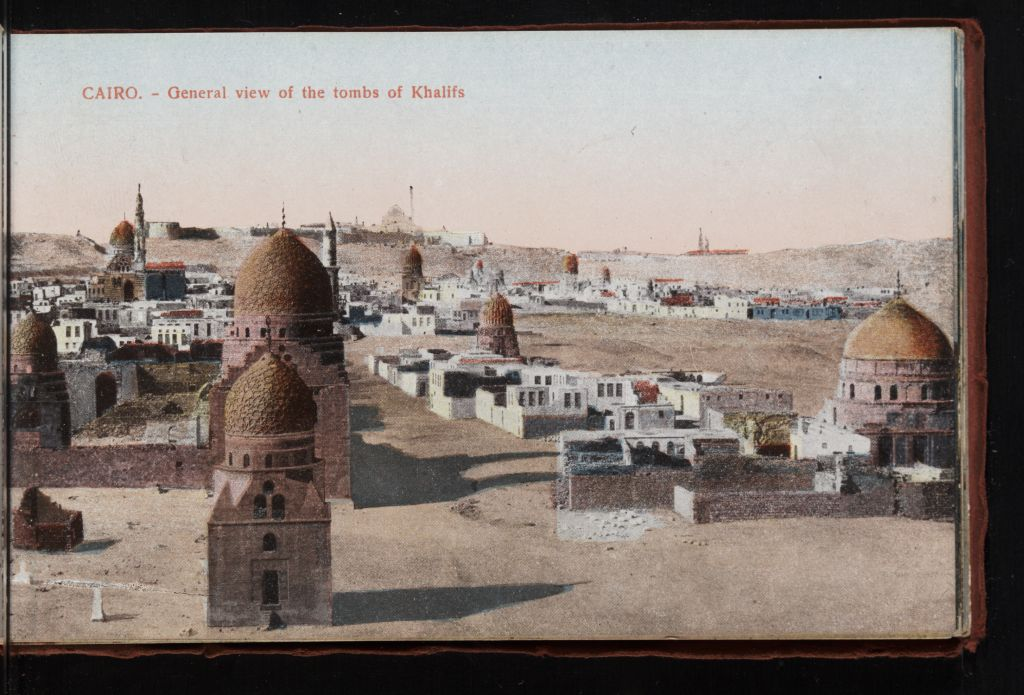
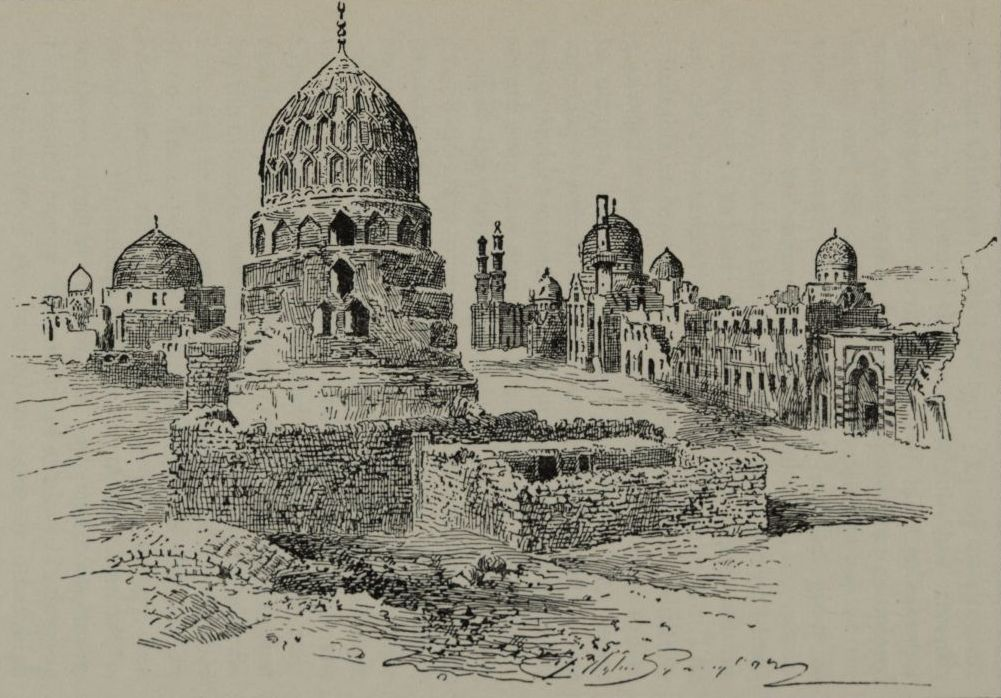
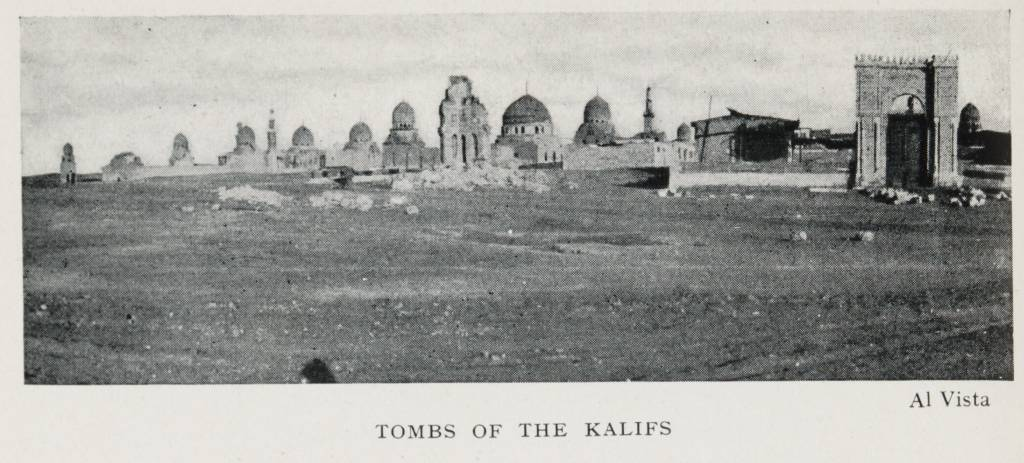
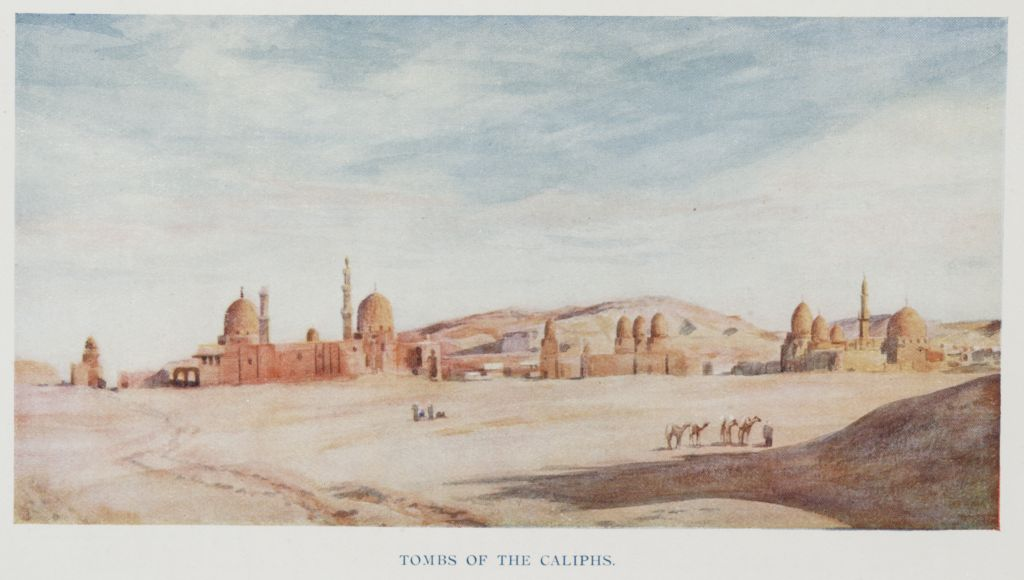
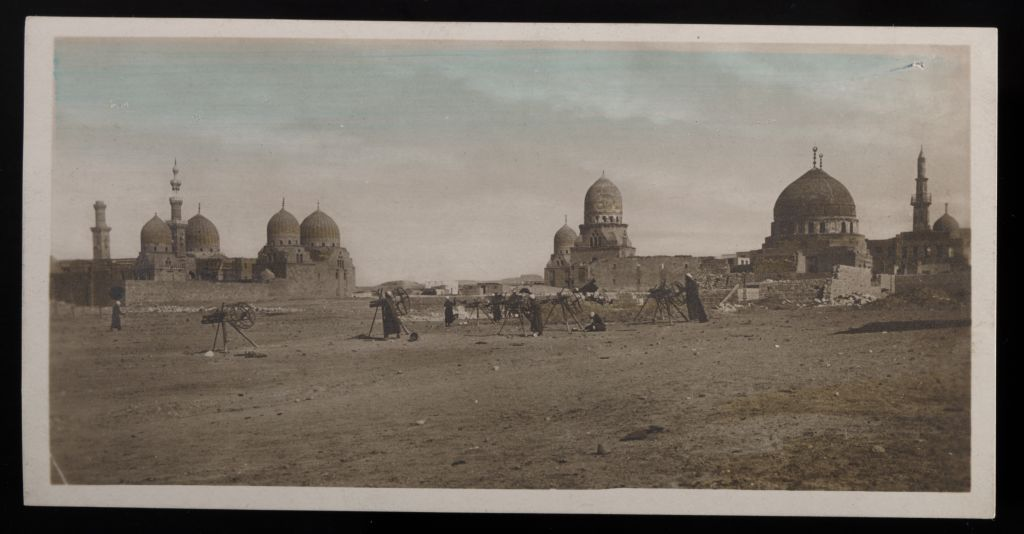
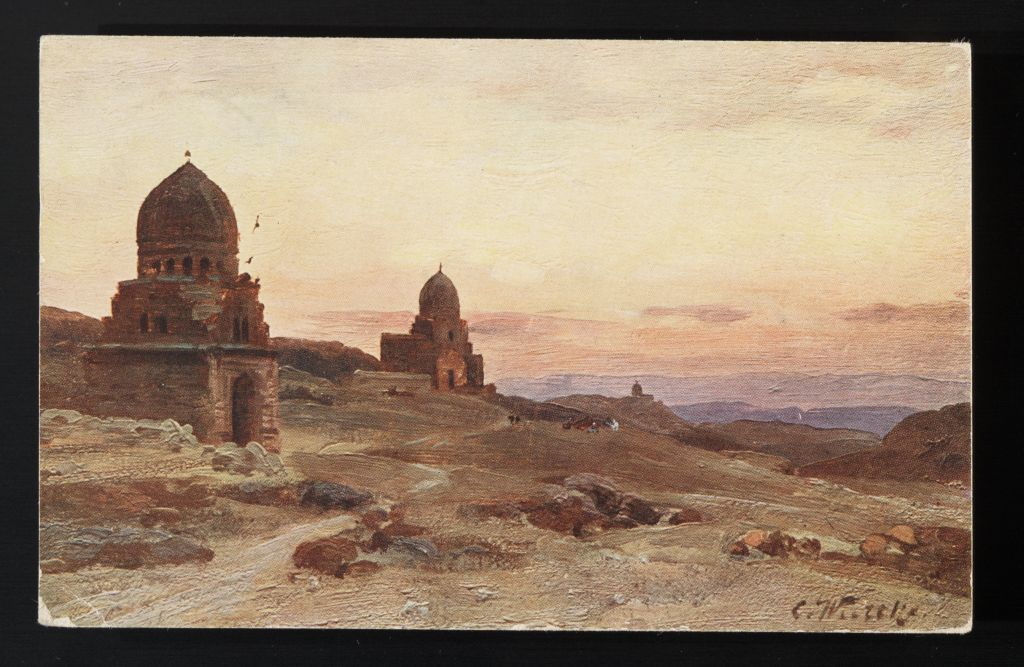
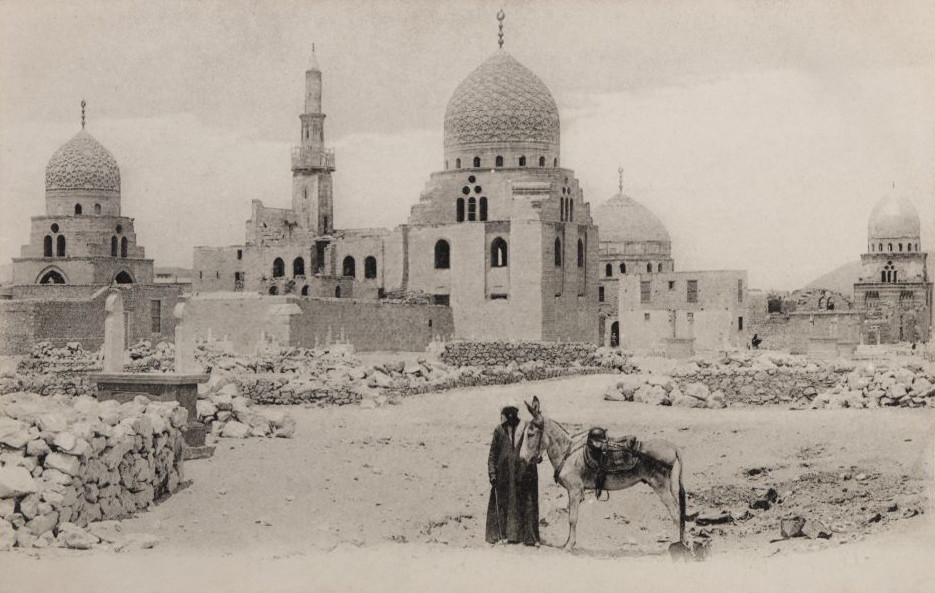
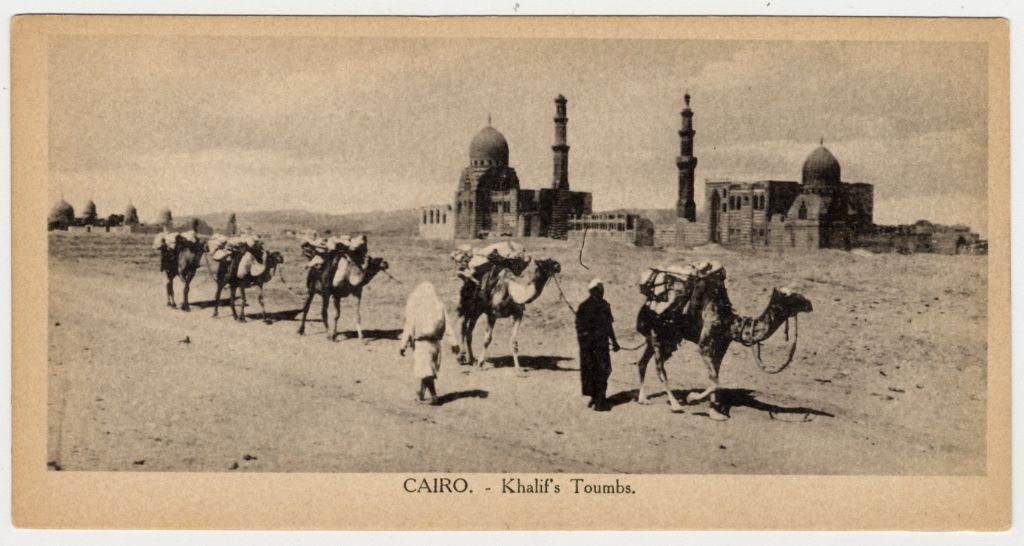
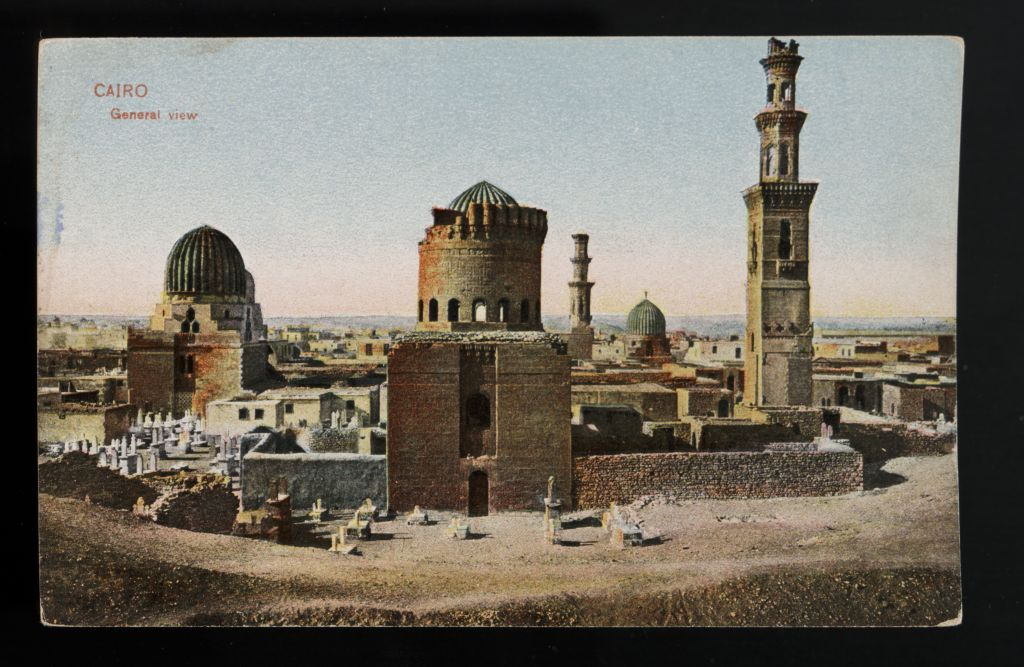
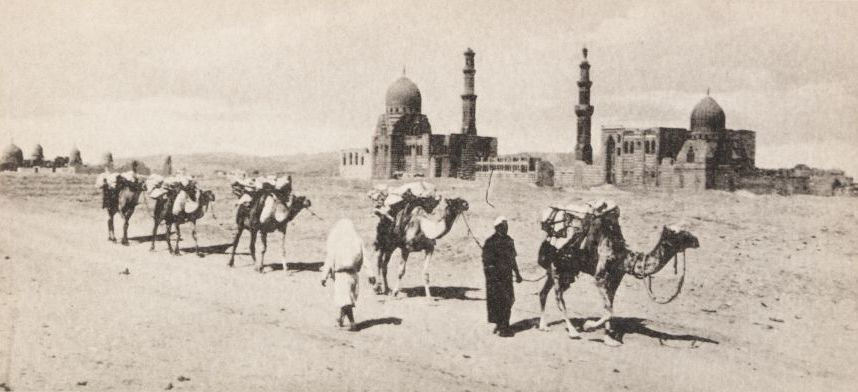
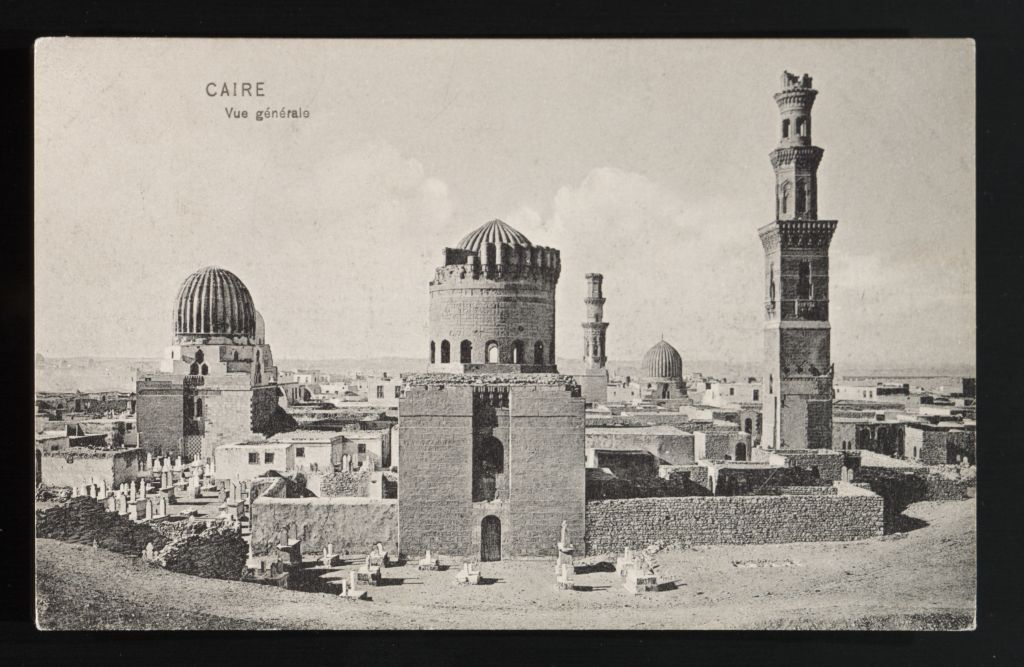
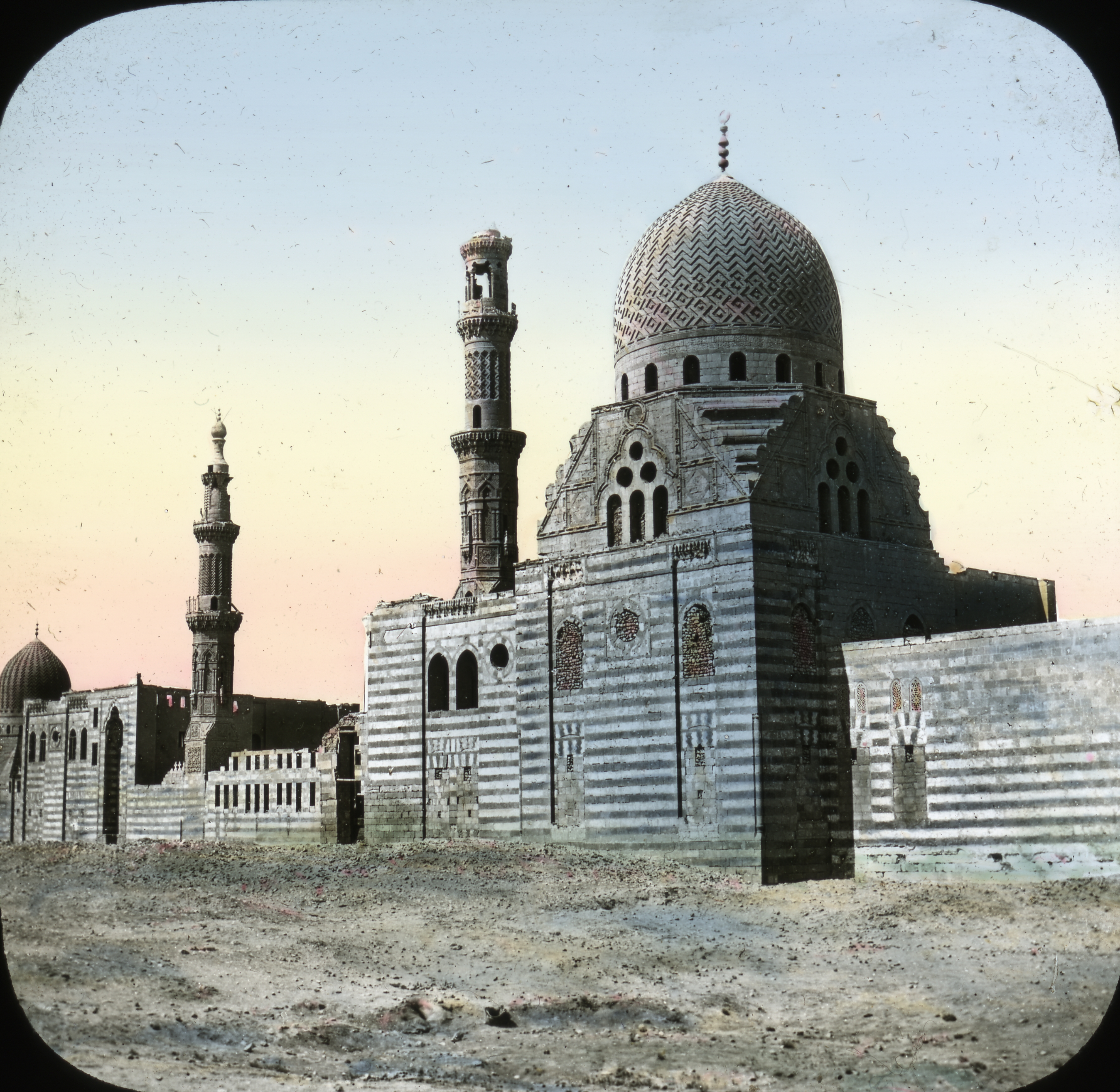
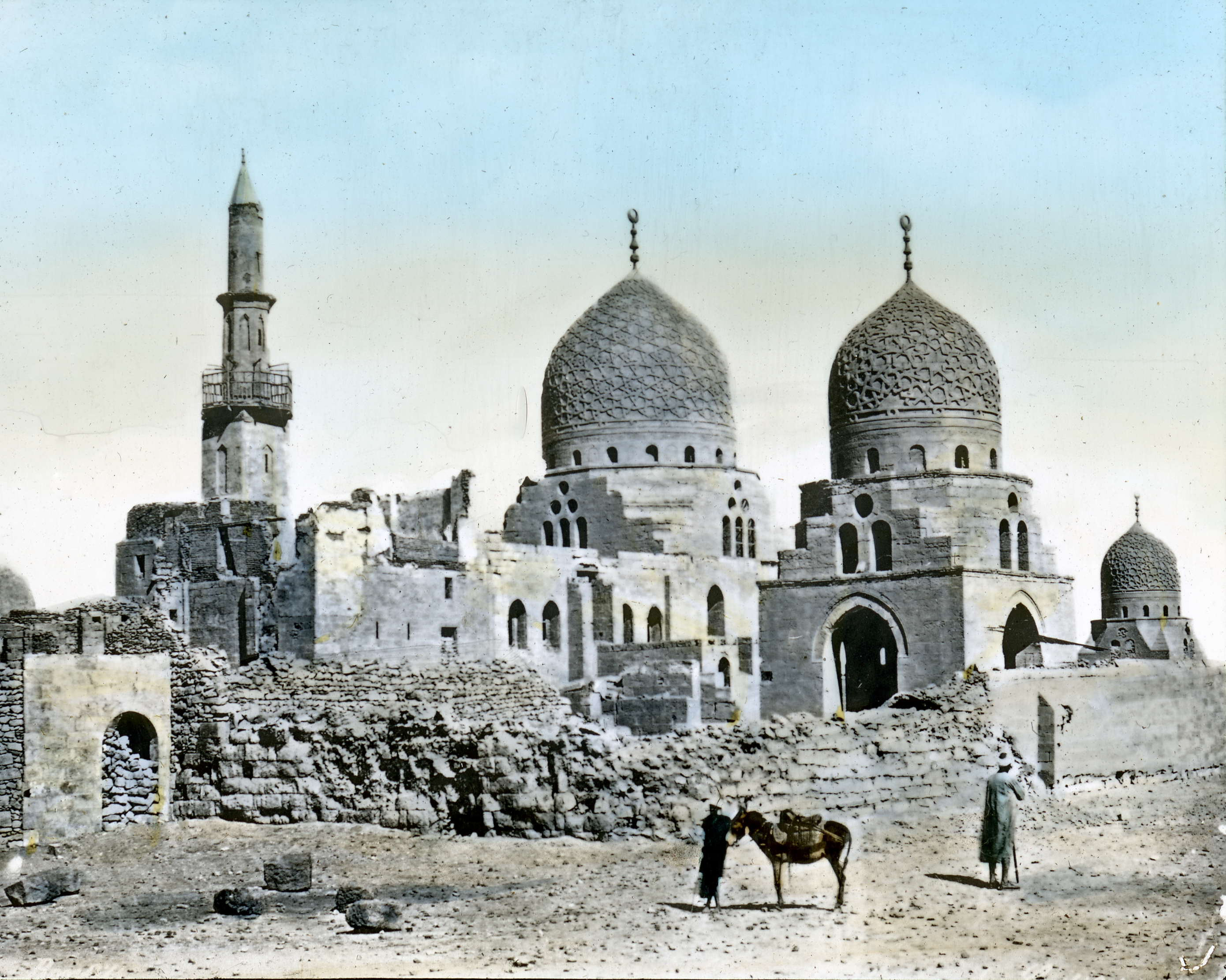
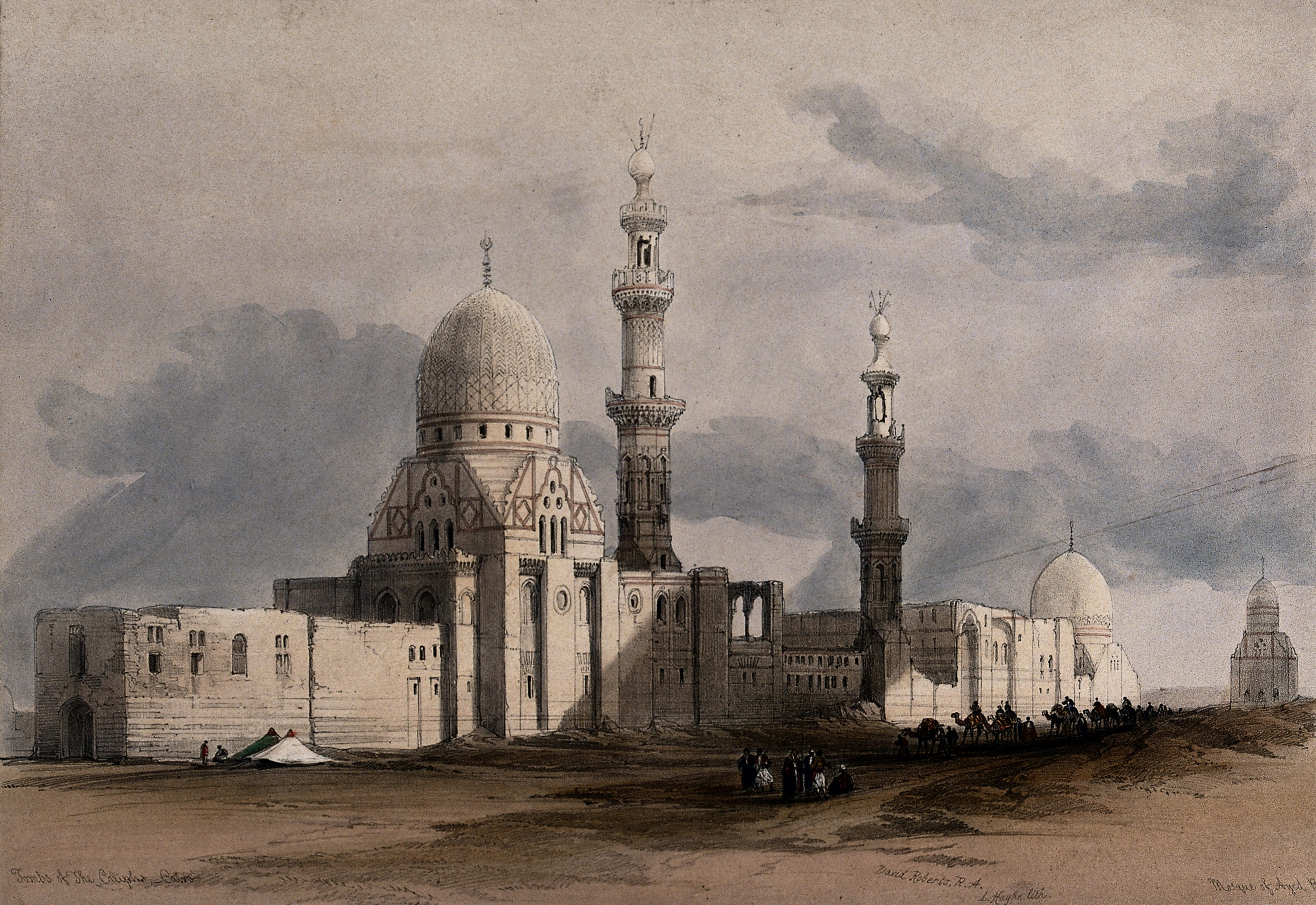
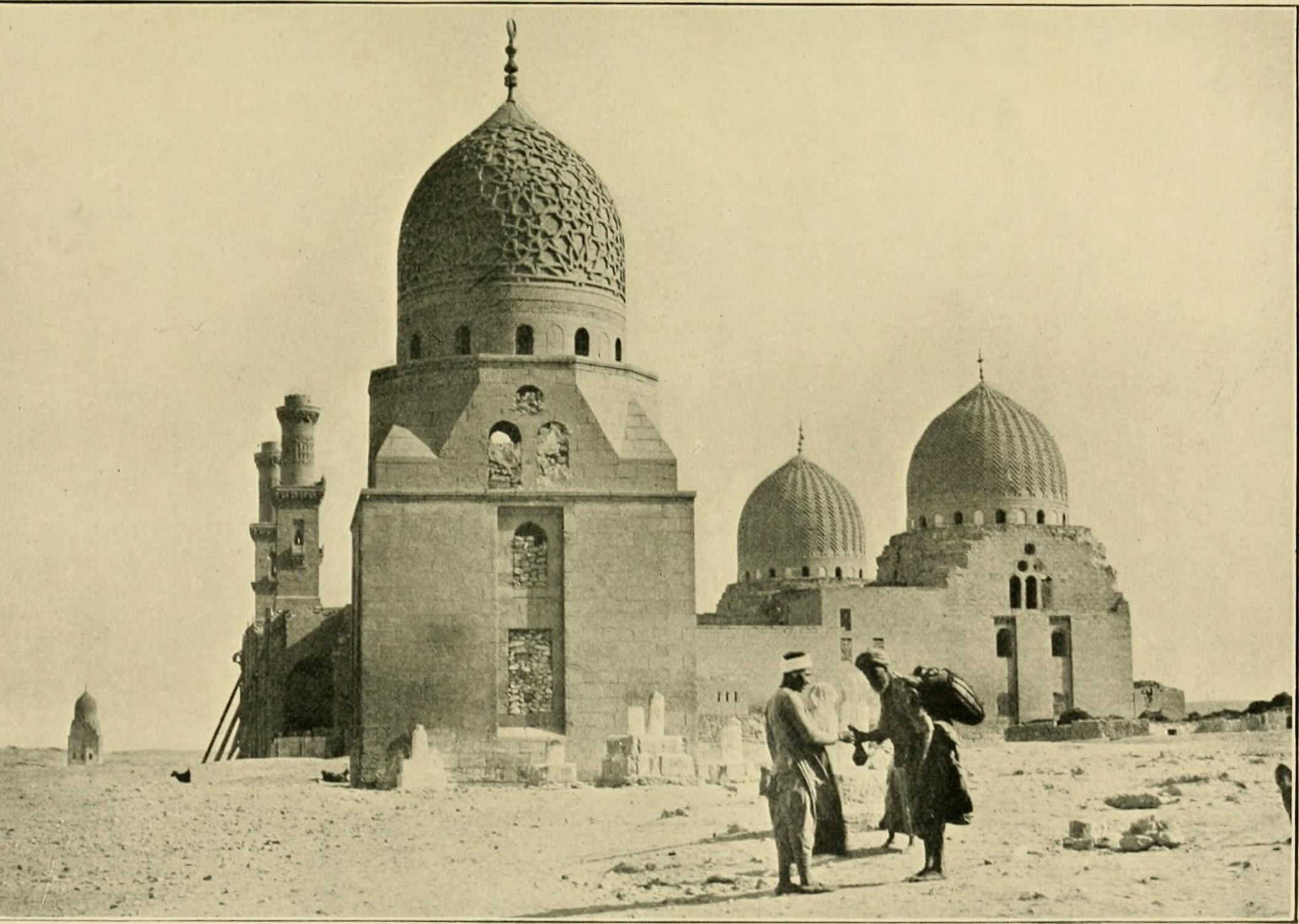
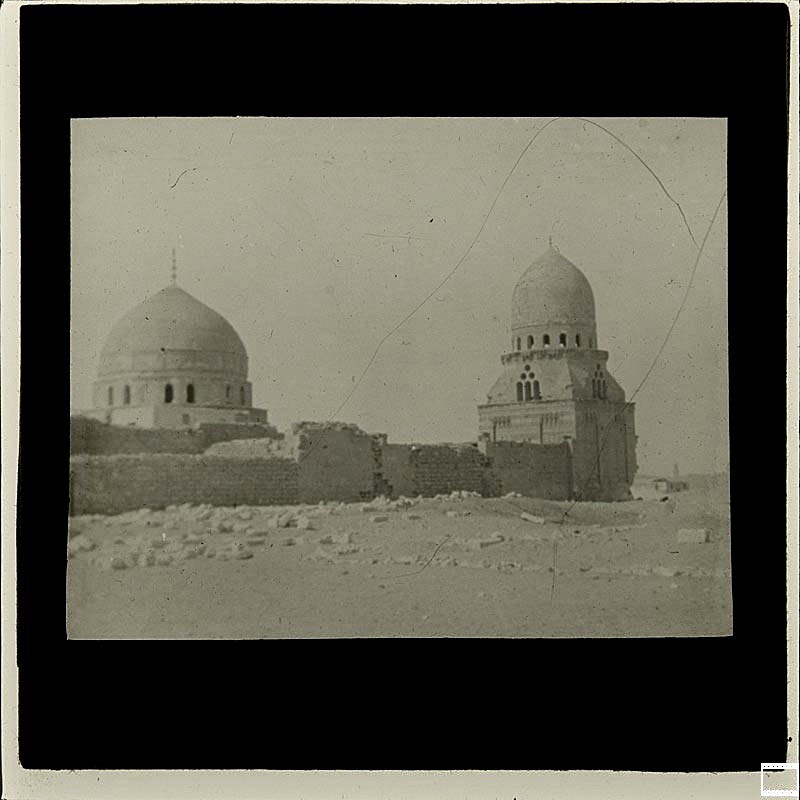
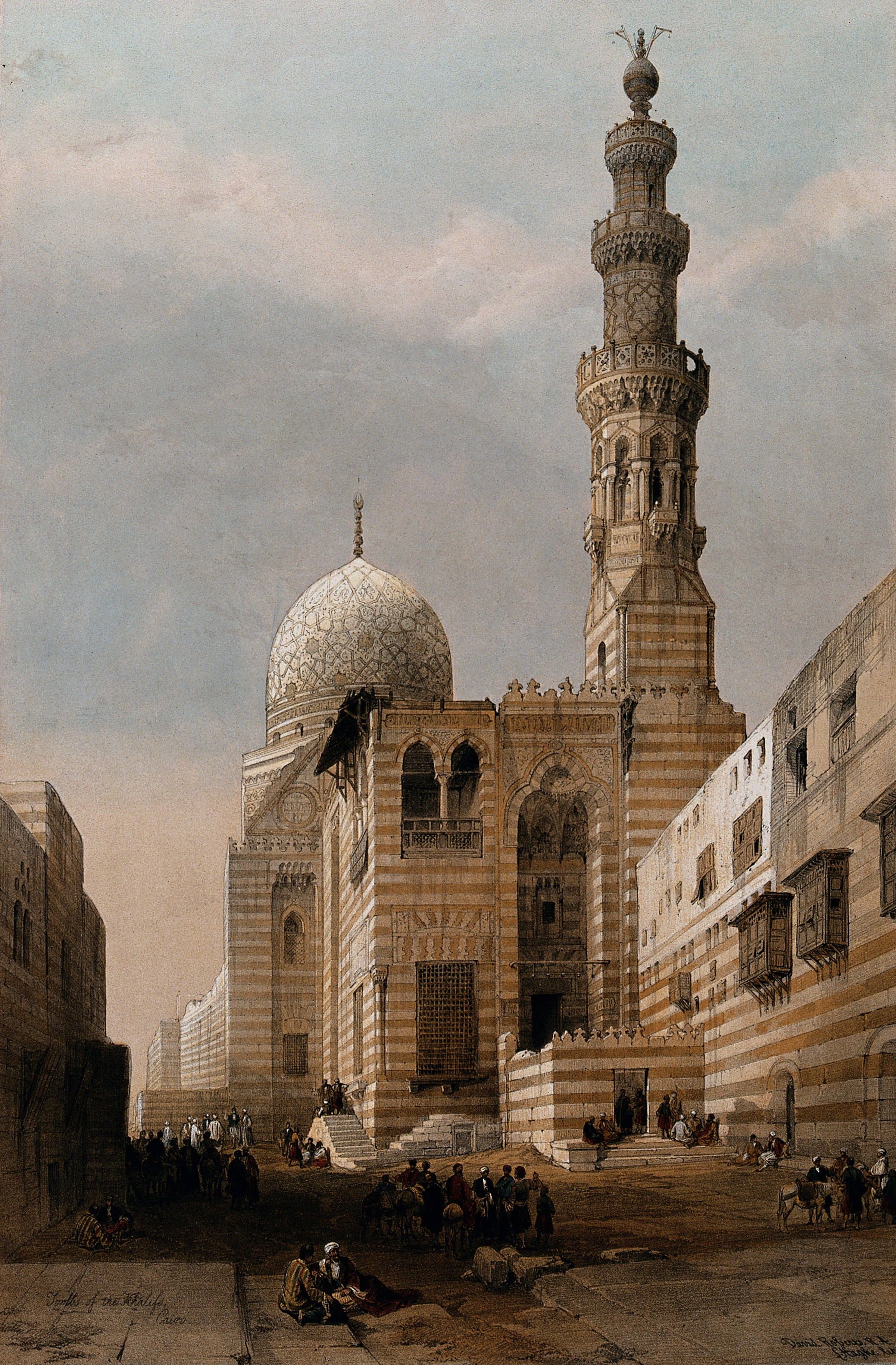